# Тростянецкое учительское Евангелие
Тростянецкое учительское Евангелие (укр. Тростянецьке вчительне Євангелє) — сборник евангельских проповедей, записанных в 1560-х годах грекокатолическим священником Григорием Бориславским.

## История
Записано в селе Тростянец, где оно хранилось с 1605 года, Тростянецкое учительское Евангелие попало в Библиотеку греко-католической капитула в Перемышль. С 1929 по 1931 годы его описал и частично издал Ян Янув.